# Hexabromobenceno
El hexabromobenceno (HBB) es un bromuro de arilo hexa-sustituido. Es decir, cada una de las seis posiciones del anillo central de benceno contienen un átomo de bromo. Su fórmula molecular es C6Br6. El hexabromobenceno se ha utilizado como retardante de llama.  También tiene aplicaciones como material de partida en la formación de películas delgadas similares al grafeno para dispositivos de almacenamiento de energía y condensadores de bajo coste.

## Preparación
Se puede preparar por bromación directa del benceno (C6H6)   haciéndolo reaccionar con la cantidad equivalente de bromo (Br2) en presencia de calor y luz ultravioleta. 
{\displaystyle {\ce {C6H6 + 6Br2 -> C6Br6 + 6HBr}}}
Además del hexabromobenceno, la reacción produce seis equivalentes de bromuro de hidrógeno (HBr). Se trata de una reacción de sustitución aromática electrofílica, ya que el benceno es suficientemente nucleofílico como para llevar a cabo la sustitución de los hidrógenos por iones bromuro.

## Propiedades
En condiciones normales de presión y temperatura, el hexabromobenceno se presenta como un polvo blanco. No es soluble en agua, pero sí en etanol, éter y benceno . El peso molecular  es 551,52 g/mol. Punto de fusión de 327 °C.  Incompatible con agentes oxidantes fuertes. Tiene una excelente flexibilidad de integración con varias resinas y plásticos debido a su solubilidad en sustancias como etanol, éter y benceno.

## Riesgos
El hexabromobenceno plantea peligros importantes debido a su perfil de toxicidad según la clasificación del SGA (Sistema Globalmente Armonizado de Clasificación y Etiquetado de Productos Químicos). Clasificado como GHS07, el hexabromobenceno presenta toxicidad aguda por vía oral, dérmica y por inhalación, lo que lo clasifica en la categoría 4 de este riesgo. Además, induce irritación en la piel y los ojos, clasificándose en la categoría 2 para ambos. También se sabe que esta sustancia  causa sensibilización cutánea (categoría 1) y toxicidad en determinados órganos diana tras exposición (categoría 3), siendo el sistema respiratorio el principal órgano afectado.
En particular, se observa que la toxicidad aguda del hexabromobenceno disminuye con el aumento del número de átomos de bromo en la molécula. Sin embargo, el potencial de cambios necróticos varía según la posición de estos átomos de bromo dentro de la molécula. En definitiva, la exposición al hexabromobenceno conlleva graves riesgos para la salud, por lo que es necesario manipularlo con cuidado y adoptar estrictas medidas de seguridad en su uso y gestión. 

## Usos y aplicaciones
El hexabromobenceno se utiliza ampliamente como aditivo retardante de fuego en una variedad de materiales, incluidos plásticos, papel y productos eléctricos, donde actúa como un retardante de llama de primer nivel. Con un impresionante punto de fusión de 327 °C y un alto contenido de bromuro del 86%, el hexabromobenceno mejora significativamente la seguridad contra incendios de estos materiales. Su capacidad para suprimir la combustión de manera efectiva lo convierte en una opción muy solicitada en las industrias relacionadas con la prevención de incendios. Sin embargo, su aplicación generalizada también conduce a su dispersión en el medio ambiente, por lo que, pesar de su eficacia para retardar el fuego, los impactos ambientales y de salud de esta sustancia hacen que se deba utilizar de forma limitada y con precaución, evitando su uso innecesario.
El hexabromobenceno también tiene utilidad como uno de los compuestos aromáticos polihalogenados clave utilizados en el proceso de síntesis de abajo hacia arriba de películas similares al grafeno. A través de la reducción electroquímica, el hexabromobenceno contribuye a la formación de estructuras de anillos poliaromáticos junto con otros compuestos como el hexafluorbenceno (HFB) y el hexaclorobenceno (HCB). Facilita la creación de películas de carbono similares al grafeno mediante recocido térmico, lo que ofrece un enfoque rentable sin necesidad de equipos sofisticados.